# Maura Anderson
Pour les articles homonymes, voir Anderson.
Maura Anderson, née le 7 juin 1986 à Exeter dans le New Hampshire, est une productrice, réalisatrice et actrice américaine.

## Biographie
En 2016, Maura Anderson réalise son premier long métrage, Heartland.

## Filmographie

### Actrice

#### Cinéma
- 2005 : The Present : Rachel
- 2008 : Cain's Mark : Jen

#### Courts-métrages
- 2007 : Blue Hole
- 2009 : Habibi

### Département artistique

#### Cinéma
- 2007 : Where God Left His Shoes

### Réalisatrice

#### Cinéma
- 2017 : Heartland

#### Courts-métrages
- 2015 : The Mess

#### Télévision

##### Téléfilms
- 2017 : Un simple baiser

### Productrice

#### Cinéma
- 2012 : Would You Rather
- 2013 : OJ: The Musical
- 2017 : Heartland

#### Courts-métrages
- 2008 : The Tell-Tale Heart
- 2012 : Wild Geese
- 2015 : The Mess

#### Télévision

##### Séries télévisées
- 2012 : Wolfpack of Reseda
- 2012-2013 : Suit Up
- 2013 : Bad Samaritans
- 2013 : Susanna
- 2014 : Blue
- 2014 : Paloma
- 2015 : Gone: A Wayward Pines Story
- 2016 : Miss 2059

### Directrice de production

#### Cinéma
- 2010 : Ceremony
- 2010 : Night Catches Us
- 2010 : Winter's Bone
- 2011 : On the Ice

#### Courts-métrages
- 2012 : Here

#### Télévision

##### Séries télévisées
- 2014 : Blue
- 2017 : H8ters

### Effets spéciaux

#### Cinéma
- 2011 : Conan